# 旭村 (秋田県)
旭村（あさひむら）は秋田県平鹿郡にあった村。現在の横手市中心部に西接する、秋田県道29号横手大森大内線沿線にあたる。

## 地理
- 河川：大戸川

## 歴史
- 1889年（明治22年）4月1日 - 町村制の施行により、赤坂村、三本柳村、赤川村、猪岡村、清水町新田村、塚堀村の区域をもって発足。
- 1951年（昭和26年）4月1日 - 横手町に編入。同日旭村廃止。横手町は市制施行して横手市となる。

## 交通

### 道路
現在は旧村域を秋田自動車道が通過するが、当時は未開通。

## 著名出身者
- 鈴木清 (プロレタリア作家)、この村の村長を務めた。